# Marion Christopher Barry
Marion Christopher Barry (Washington, D.C., 17 de junho de 1980 – Washington, D.C., 14 de agosto de 2016) foi um proprietário americano empresa de construção que foi mais conhecido por ser o filho problemático de Marion Barry, o prefeito duas vezes do Distrito de Columbia e vereador de longo prazo. Mais conhecido na maioria de sua vida como "Christopher Barry", após a morte de seu pai, ele era um candidato mal sucedido de seu pai no assento no conselho de Ward 8 em 2015.[carece de fontes?]